# Atlantisch orkaanseizoen 1983
Het Atlantisch orkaanseizoen 1983 duurde van 1 juni 1983 tot 30 november 1983. Omdat er sprake was in 1983 van een sterk el Niñojaar, ontstond er een sterke stroming in de atmosfeer, die de formatie van tropische cyclonen bezuiden de 25e breedtegraad onderdrukte. Er vormden zich dan ook zeer weinig tropische cyclonen in 1983. Het seizoen 1983 was sinds 1950 het minst actieve seizoen, het heeft de laagste ACE-waarde, de maat waarin energie en levensduur van tropische cyclonen wordt uitgedrukt. Er waren 6 tropische cyclonen, waarvan er 4 de status ven tropische storm bereikten. Van de 4 tropische stormen promoveerde er 3 tot Orkaan. Een van deze drie Orkanen, Alicia bereikte de derde categorie.

## Cyclonen

### Tropische depressies 1 en 2
Er waren twee tropische depressies, die zich allebei vormden in de tweede helft van juli in de buurt van de Bovenwindse Eilanden. Beide depressies werden door stromingen in de atmosfeer in hun ontwikkeling gehinderd en groeiden niet uit tot tropische stormen.

### Orkaan Alicia
Alicia ontstond op 15 augustus boven het noordelijk deel van de Golf van Mexico. Zij trok naar het noordwesten en werd snel een orkaan van de derde categorie. Zij landde op 18 augustus bij Galveston in Texas, terwijl haar intensiteit piekte met windsnelheden van 180 km/uur en een druk van 963 mbar. Het oog trok over Houston. Alicia hield lang vast aan tropische status tot ver in het binnenland. Op 21 augustus werd Alicia, als extra tropische depressie opgenomen door een ander lagedrukgebied boven Kansas. Alicia eiste 21 mensenlevens en veroorzaakte $2.000.000.000,- aan schade ($3.400.000.000,- gecorrigeerd voor inflatie naar 2005). De naam Alicia werd geschrapt en vervangen door Allison, die nog twee keer hetzelfde gebied zouden treffen; de eerste keer in 1989 zou Allison (1989) het gebied geselen en de tweede keer veroorzaakte Allison (2001) als tropische storm een grotere ramp in hetzelfde gebied dan Alicia.

### Orkaan Barry
Uit een Afrikaanse tropische onweersstoring, die de Atlantische Oceaan was overgestoken, ontstond ten oosten van de kust van Florida op 24 augustus tropische storm Barry. Barry degradeerde tot een tropische depressie, voor hij bij Melborne, Florida aan land kwam. Barry trok de Golf van Mexico binnen, verder westwaarts. Boven het midden van de Golf van Mexico begon tropische depressie Barry aan kracht te winnen, en wist tot een orkaan van de eerste categorie te promoveren, voordat Barry landde in het noorden van de staat Tamaulipas. Barry veroorzaakte minimale schade en bracht destijds hoognodige regenval voor de noordoostelijke staten van Mexico en Texas.

### Orkaan Chantal
Een storing ten zuiden van Bermuda, die naar het noordoosten trok ontwikkelde tropische kenmerken en werd op 10 september tropische storm Chantal. Chantal promoveerde tot orkaan, waarna zij verzwakte en op 14 september boven de Atlantische Oceaan oploste.

### Tropische storm Dean
Op 26 september ontstond subtropische storm 1 tussen Bermuda en de Bahama's. De volgende dag transformeerde subtropische storm 1 tot tropische storm Dean. Daarna draaide Dean bij naar het noordwesten en landde in Virginia op 30 september.

## Waarom waren er in 1983 zo weinig tropische cyclonen?
In de inleiding was al melding gemaakt van het el Niñofenomeen. Een andere reden is, dat de stromingen in de oceaan in die periode ongunstig waren voor cyclogenesis; tussen 1970 en 1994 waren er daarom minder tropische cyclonen. De stromingen in de atmosfeer waren zo sterk, dat die alle ontwikkeling van tropische cyclonen onderdrukte boven de Atlantische Oceaan en de Caraïbische Zee.
Zie ook het seizoen 1982

## Namen
Nadat na 1978 de lijsten waren veranderd, zodat ook jongensnamen gebruikt konden worden, werd deze lijst voor het eerst gebruikt. De lijst werd in 1989 opnieuw gebruikt, met dat verschil dat Alicia werd vervangen door Allison.
| - Alicia - Barry - Chantal - Dean - Erin (niet gebruikt) - Felix (niet gebruikt) - Gabrielle (niet gebruikt) | - Hugo (niet gebruikt) - Iris (niet gebruikt) - Jerry (niet gebruikt) - Karen (niet gebruikt) - Luis (niet gebruikt) - Marilyn (niet gebruikt) - Noel (niet gebruikt) | - Opal (niet gebruikt) - Pablo (niet gebruikt) - Roxanne (niet gebruikt) - Sebastien (niet gebruikt) - Tanya (niet gebruikt) - Van (niet gebruikt) - Wendy (niet gebruikt) |